# Michele Marconi
Michele Marconi (Follonica, Provincia de Grosseto, Italia, 13 de mayo de 1989) es un futbolista italiano que se desempeña como delantero. Actualmente juega en el Alcione Milano de la Serie C de Italia.

## Biografía
Marconi comenzó su carrera juvenil en el equipo toscano Margine Coperta antes de unirse al Atalanta lombardo en julio de 2004. Fue jugador del equipo juvenil sub-18 y de reserva en la temporada 2006-07.
Debutó con el Atalanta BC y debutó en la Serie A el 20 de abril de 2008, el cuarto partido contando desde el último. Jugó los últimos 4 partidos de la temporada 2007-08 y marcó un gol. En la siguiente temporada Marconi jugó 3 veces con el primer equipo en la Serie A, ya que el Atalanta generalmente ascendía a los jugadores de la reserva al primer equipo a los 19 años en lugar de a los 20. En enero de 2009 fue cedido al Grosseto de la Serie B. En toda la temporada 2008-09, solo jugó 3 veces en la liga de reserva - Primavera, así como 8 partidos en la primera y segunda división italiana. En la siguiente temporada, se marchó a Lumezzane de la Lega Pro Prima Divisione y el 21 de enero de 2010 a Lecco en la misma división. Hizo su debut con el equipo el 24 de enero como titular, y marcó dos goles en el siguiente partido.
En julio de 2010 fue cedido a Pavía, hasta enero de 2011.
En enero de 2011 fue cedido a Pergocrema, hasta el final de la temporada 2010-11.
En julio de 2011, fue trasladado a SPAL en un acuerdo de copropiedad. En junio de 2012 Atalanta renunció al 50% restante de los derechos de registro.
El 4 de agosto de 2012, Marconi se unió al Venecia en transferencia gratuita en un contrato de 2 años. El 20 de agosto de 2013, Alessandria firmó un contrato temporal. También extendió su contrato con Venecia hasta el 30 de junio de 2015.
El 30 de enero de 2017 se trasladó a Lecce de forma temporal con una opción de dos años a favor del club giallorosso.
El 3 de agosto de 2021 regresó a Alessandria.

## Clubes
| Club                       | País   | Año           |
| -------------------------- | ------ | ------------- |
| Atalanta B. C.             | Italia | 2007-2009     |
| U. S. Grosseto             | Italia | 2009          |
| A. C. Lumezzane (cedido)   | Italia | 2009-2010     |
| Calcio Lecco 1912 (cedido) | Italia | 2010          |
| A. C. Pavia (cedido)       | Italia | 2010-2011     |
| U. S. Pergocrema (cedido)  | Italia | 2011          |
| S.P.A.L.                   | Italia | 2011-2012     |
| Venezia F. C.              | Italia | 2012-2013     |
| U. S. Alessandria          | Italia | 2013-2017     |
| U. S. Lecce (cedido)       | Italia | 2010-2011     |
| U. S. Alessandria          | Italia | 2017-2018     |
| Pisa S. C.                 | Italia | 2018-2021     |
| U. S. Alessandria          | Italia | 2021-2022     |
| F. C. Südtirol             | Italia | 2022-2023     |
| U. S. Avellino             | Italia | 2023-2024     |
| Alcione Milano             | Italia | 2024-presente |